# Jan van Riebeeck
Jan van Riebeeck, född 21 april 1619 i Culemborg i Nederländerna, död 18 januari 1677 i Batavia (nuvarande Jakarta) på Java i nuvarande Indonesien, var en nederländsk kolonisatör.
År 1652 grundade van Riebeeck en provianteringsplats vid Taffelbergets fot i nuvarande Sydafrika. Platsen blev dagens Kapstaden.
Van Riebeeck blev medlem i Holländska Ostindiska Kompaniet (VOC) 1639 och hade en rad olika poster, bland annat som chef för deras handelsstation i Tonkin i Vietnam. Han blev dock uppsagd därifrån då han bedrev privat handel i strid med VOC:s regler.
1651 skickades han för att grunda den första holländska bosättningen i det framtida Sydafrika. Hans tre skepp med 82 män och 8 kvinnor anlände den 6 april 1652 och grundade en bosättning och fort. Platsen fungerade som ett mellanstopp för VOC:s handelsresor mellan Nederländerna och Ostindien. Arbetet gick långsamt och man hade problem med skördar. Därför tilläts vissa av kolonisatörerna att driva egna gårdar. Samtidigt började man också importera slavar från platser som Madagaskar och Indonesien.
Van Riebeeck försökte begränsa kolonisatörerna på Kaphalvön men förgäves; de vitas inkräktande på Khoikhoifolkets marker ledde till stridigheter med början kring 1659.
Han lämnade Sydafrika 1662 och dog 1677 i Batavia (nuvarande Jakarta).
Van Riebeeck ses av delar av landets afrikaanerbefolkning som landets grundare. 6 april firades tidigare "Founder's Day" och van Riebeeck fanns avbildad på landets valuta från 1940-talet till 1993.
Asteroiden 9239 van Riebeeck är uppkallad efter honom.

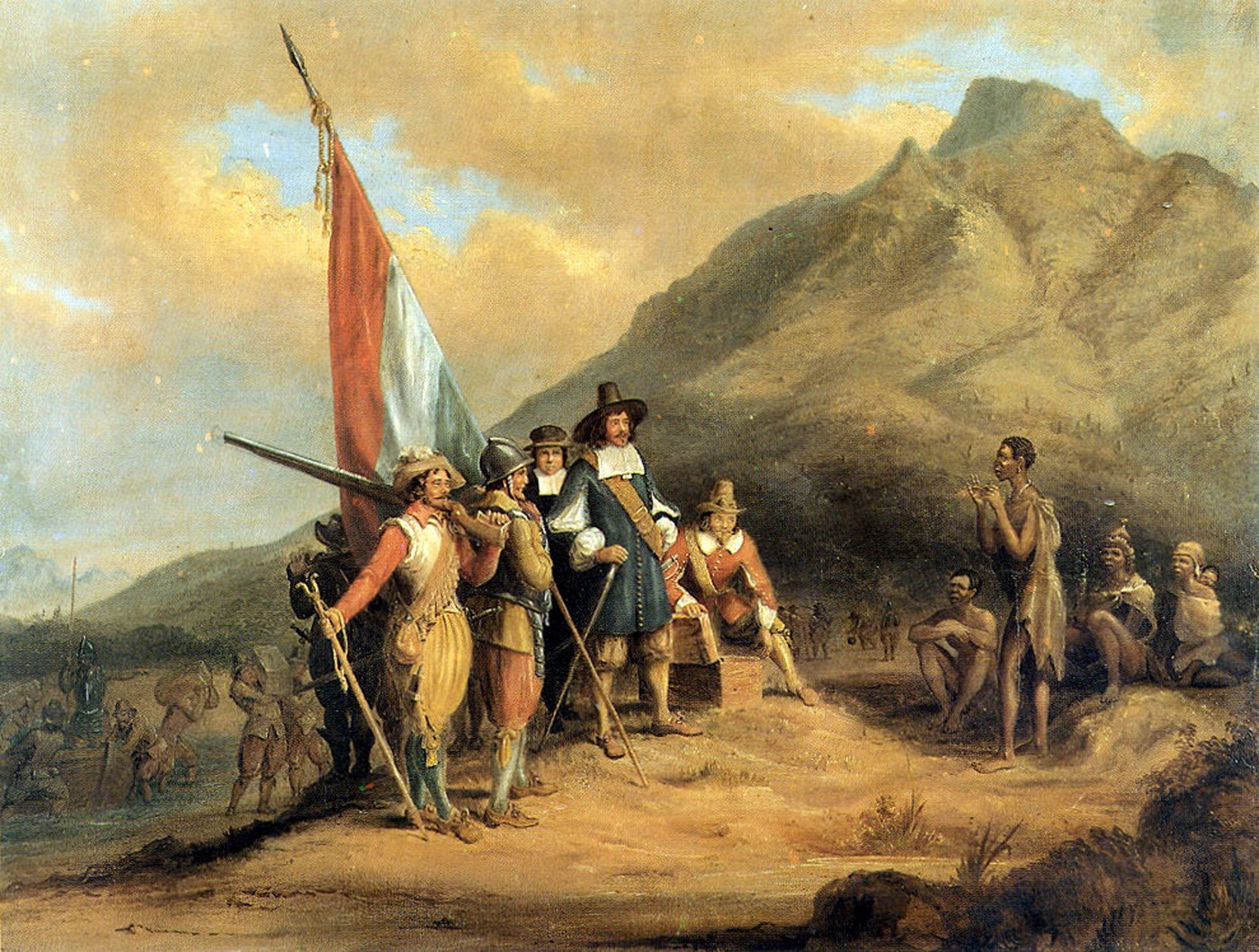
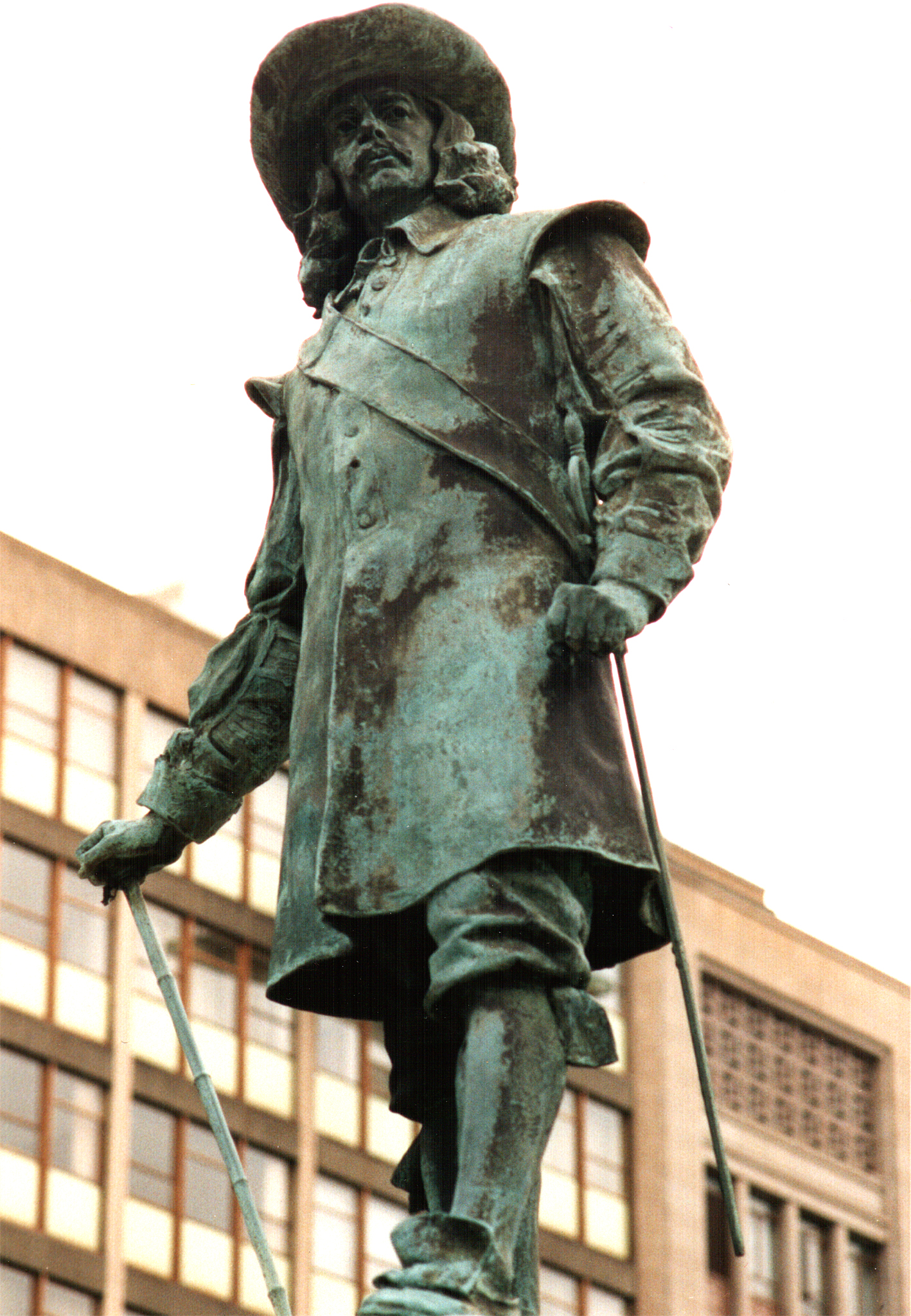